# Municipio de Brocēni
El municipio de Brocēnu (en Letón: Brocēnu novads) es uno de los ciento diez municipios de Letonia, se encuentra localizado en el suroeste de dicho país báltico. Fue creado durante el año 2001 después de una reorganización territorial. La ciudad capital es la ciudad de Brocēni.

## Ciudades y zonas rurales
- Blīdenes pagasts (zona rural)
- Brocēni (ciudad con zona rural)
- Gaiķu pagasts (zona rural)
- Remtes pagasts (zona rural)

## Población y territorio
Su población se encuentra compuesta por un total de 7.215 personas (2009). La superficie de este municipio abarca una extensión de territorio de unos 498,5 kilómetros cuadrados. La densidad poblacional es de 14,47 habitantes por cada kilómetro cuadrado.